# The Ultimate 11: SNK Football Championship
The Ultimate 11: SNK Football Championship (Tokuten-ō: Honoo no Libero) est un jeu vidéo de football développé et édité par SNK en 1996 sur Neo-Geo MVS et Neo-Geo AES (NGM 215),,.

## Série
1. Super Sidekicks (1994)
2. Super Sidekicks 2: The World Championship (1994)
3. Super Sidekicks 3: The Next Glory (1995)
4. The Ultimate 11: SNK Football Championship (1996)
5. Neo Geo Cup '98: The Road to the Victory (1998)